# Sh2-194
Sh2-194 est une nébuleuse en émission visible dans la constellation de Cassiopée.
Elle est située dans la partie orientale de la constellation, à environ 1 ° nord-est de la grande nébuleuse IC 1805. La période la plus propice à son observation dans le ciel du soir tombe entre les mois de septembre et février et elle est considérablement facilitée pour les observateurs situés dans les régions de l'hémisphère boréal, où elle est circumpolaire jusqu'aux régions tempérées chaudes.
C'est une petite région H II qui fait partie d'un trio de nébuleuses constitué des voisines Sh2-192 et Sh2-193, situées un peu plus au sud. Dans les quelques études concernant ce petit groupe, les trois nébuleuses tendent à être considérées comme faisant partie d'un complexe unique, comme dans le catalogue Avedisova, où elle est également associée à trois sources de rayonnement infrarouge cataloguées par l'IRAS. Parmi ces sources il y a IRAS 02407+6047, coïncidant avec un amas ouvert fortement obscurci par le gaz formé par au moins 50 jeunes étoiles, enfermé dans un diamètre de 0,92 parsec. Dans ces études également, on note une distance similaire au Complexe W3/W4/W5, estimée à environ 2 300 pc (∼7 500 al), auquel ils seraient donc associés. Dans des études antérieures, cependant, ces nébuleuses n'étaient pas considérées comme faisant partie d'un système unique et différentes distances étaient indiquées pour chaque nébuleuse. Dans le cas de Sh2-194, une distance de 3 600 parsecs a été proposée.